# Masalia pulverulenta
Masalia pulverulenta är en fjärilsart som beskrevs av George Francis Hampson 1891. Masalia pulverulenta ingår i släktet Masalia och familjen nattflyn. Inga underarter finns listade i Catalogue of Life.